# Seeta Aur Geeta
Pour plus de détails, voir Fiche technique et Distribution.
Seeta Aur Geeta (littéralement « Seeta et Geeta ») est un film indien réalisé par Ramesh Sippy, sorti en 1972.

## Synopsis
À la manière du roman Le Prince et le Pauvre, deux jumelles échangent leur place.

## Fiche technique
- Titre : Seeta Aur Geeta
- Réalisation : Ramesh Sippy
- Scénario : Javed Akhtar, Satish Bhatnagar et Salim Khan
- Musique : Rahul Dev Burman
- Photographie : K. Vaikunth
- Montage : M.S. Shinde
- Production : G.P. Sippy
- Société de production : NH Studioz
- Pays :  Inde
- Genre : Comédie dramatique, film musical et romance
- Durée : 162 minutes
- Dates de sortie : 
  -  Inde : 17 novembre 1972

## Distribution
- Dharmendra : Raka
- Sanjeev Kumar : Ravi
- Hema Malini : Seeta / Geeta
- Manorama : Kaushalya
- Pratima Devi : Dadi Ma, la grand-mère
- Satyendra Kapoor : Badrinath (as Satyandra Kappu)
- Kamal Kapoor : le père de Ravi
- Ratnamala : la mère de Ravi
- Radhika Rani : Leela
- Honey Irani : Sheila

## Distinctions
- 20e cérémonie des Filmfare Awards : Meilleure actrice pour Hema Malini et Meilleure photographie[1].